# 三角合併
三角合併（さんかくがっぺい）とは、吸収合併方式にて行われる合併のうち、被合併会社（消滅会社とも言う）の株主に対して存続会社の親会社（親会社の国籍については規定していない）の株式を交付する合併をいう。

## 概要・効果
合併とは、被合併会社（吸収される会社）の一切を存続会社（吸収する会社）に引き継ぐものである。したがって、株式についても、被合併会社の株主については、存続会社において存続会社の株式（割当交付）なり現金交付がなされていた。この、割当交付について、（存続会社の株式のみならず）存続会社の親会社の株式についても、会社法にて2007年5月1日に認められ、この日をもって「日本版三角合併の解禁」と称する。
重要な点は、「存続会社の親会社の国籍を規定していない」点にある。したがって、存続会社の親会社が日本法人である場合ならば、既に（旧商法時代の）2000年から、合併と同時に株式交換を行うことで同等のことはできた（存続会社が親会社の完全子会社であった場合、合併だけだと存続会社は株主に被合併会社側の株主が加わるゆえに親会社の完全子会社でなくなるが、被合併会社側の株主に対して親会社との間で株式交換をあわせて行うことで親会社の完全子会社を維持できた）が、存続会社の親会社は自社が日本法人・外国法人問わず、（日本企業である子会社との）合併のスキームのみで日本企業を買収できることになった（これは、日本企業同士の三角合併においても、従来とは異なり株式交換の手続きを要せず同等の効果がなせる、つまり手続きの簡素化にもつながった）。
日本版三角合併解禁当時、マスメディアは、存続会社の親会社が外国企業である場合のみの変化として外資による日本企業買収の容易化という側面のみを大きく取り上げ、「黒船襲来」と評している。しかし上記のとおり、それは一面に過ぎない。

## 日本での導入
年次改革要望書により実現した会社法の制定に伴い、これまで合併時に消滅会社の株主に交付すべき合併対価が存続会社の株式および交付金に限定されていたものを、広く財産的価値を有するものを交付することができるという合併対価の柔軟化の改正が行われた。会社法全般は主に2006年5月1日に施行された。しかし、外資による日本上場企業の買収の対応策が練られていないこともあり、合併対価の柔軟化にかかる改正の部分の施行については、会社法の施行から1年後の2007年5月1日、施行された。
三角合併の導入に当たっては、米国からの要望が強かったとされる。日本における三角合併第1号はシティグループによる日興コーディアルグループの買収である。
また、ソフトバンクによるボーダフォンの元日本法人や日本テレコム等の買収、サッポロホールディングスによるポッカコーポレーションの完全買収等もこの手法を採用している。

### 懸念
三角合併の交付を含む合併対価の柔軟化については、日本企業に対する外国資本による買収を増加させる懸念があるとの指摘が経団連など日本財界などを中心に起こった。また、労働者側では、利益が上がっても、三角合併の買収防衛策で株主優先で、給与等の伸びの鈍化が懸念材料になっている。
なお、合併に当たっては合併の当事者間で合併契約などの締結が必要であり、合併当事者となる会社の意思決定のプロセスは通常の合併の場合と変わらない。ただし、公開会社の株主が譲渡制限株式等の法務省令により定めるものを合併の対価として受け取る場合には、通常の株主総会における特別決議より重い要件による特殊決議によることが求められている（下記参照）。
| 会社の種類                                                                  | 合併対価として交付される物 | 消滅株式会社側に要求される株主総会など                                                                                |
| --------------------------------------------------------------------------- | --- | --- |
| 下記以外の場合 （・金銭が交付される場合や親会社株式が交付される場合を含む） | 下記以外の場合 （・金銭が交付される場合や親会社株式が交付される場合を含む） | 特別決議(309条2項11号)                                                                                                |
| 吸収合併消滅株式が種類株式発行会社でない                                    | - 譲渡制限株式 - 合併相手の取得条項付株式であって、将来の取得時には引換えに譲渡制限株式が交付されるもの - 合併相手の取得条項付新株予約権であって、将来の取得時には引換えに譲渡制限株式が交付されるもの | 公開会社のとき →特殊決議(309条3項2号)                                                                                 |
| 吸収合併消滅株式が種類株式発行会社でない                                    | - 持分会社の持分 - 権利の移転又は行使に債務者又は第三者の承諾を要するもの(譲渡制限株式を除く) | 総株主の同意(783条2項)                                                                                                |
| 吸収合併消滅株式が種類株式発行会社である                                    | - 譲渡制限株式等(上記に同じ) | その割当を受ける種類株式に譲渡制限がかかっていなかったとき →その種類株式の種類株主総会での特殊決議(783条3項,324条3項) |
| 吸収合併消滅株式が種類株式発行会社である                                    | - 持分会社の持分 - 権利の移転または行使に債務者又は第三者の承諾を要するもの(譲渡制限株式を除く) | その割当を受ける種類株式の種類株主の全員の同意(783条4項)                                                              |

## 課税上の取り扱い
現行（2006年時）の税法上では、三角合併が仮に行われても、対価としての株式の受領にともない外国株主が課税を受ける可能性がある。2000年の株式交換制度の導入、2001年の会社分割制度の導入時の議論と同様、三角合併実行時に株主に対する課税の繰り延べが行われるかどうかが一つの焦点となっている。
株式交換・会社分割とは異なり、三角合併は外国への株主への課税がからんでおり、安易に課税の繰り延べを認めると、日本に入るべき税収が海外に流出してしまう懸念があるため、同様の経済効果を生むスキームについて課税の繰り延べを認めることにこれまで国税は慎重な態度をとってきた。
2007年2月現在、三角合併制度においても課税の繰り延べを認める方針であることが報道されているが、詳細（具体的な税法規定）は未だ明らかになっていない。